# Zoom城鎮

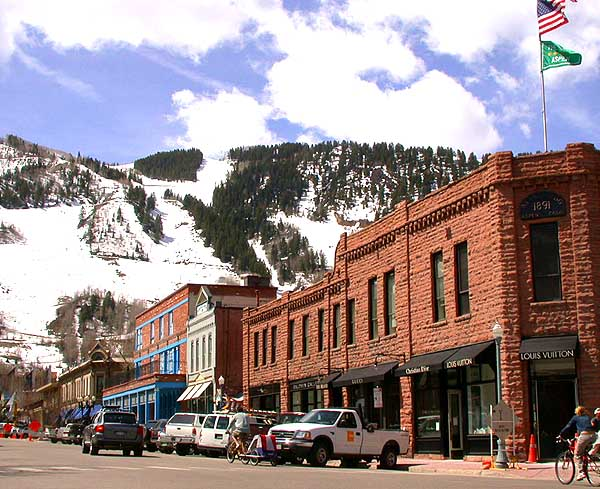
亞斯本下城是「Zoom城鎮」的众多例子之一，大量遠距工作者遷移到該處，以參與滑雪等戶外活動。

Zoom城鎮（英語：Zoom town）是指一個隨著遠距工作日漸流行下（尤其在2019冠状病毒病疫情開始後為甚），人口有著明顯增長的社區。這種人口遷移現象預計對當地的經濟有著明顯的影響。該名稱模仿了「新興城市」一詞，以及網路會議工具Zoom。

## 定義
2020年，2019冠状病毒病疫情引起一股顯著的移民潮—隨著遠距工作的普及度日增，大批人員遷往昔日的「度假社區」及鄰近滑雪場等景點的小型城鎮。2020年3月，疫情驅使不少工作者轉移至遠距工作，而同年9月進行的一項蓋洛普民意測驗中，發現接近六成工作者維持全職或半職遠距工作，而三分之二僱主希望能夠保持有關安排，以給予員工在居住地方面的更多靈活性。在疫情發生之前，只有10%或更少的美國工人以遠距方式全職工作。遠距工作者在「封城」期間，仍能透過遠足、騎腳踏車、滑雪、雪鞋健行及其他戶外活動獲取一點「常態」，而他們亦毋須通勤上班。皮尤研究中心於11月進行的一項研究中顯示，約5%的美國人因疫情影響而於過去數個月間遷居。
「Zoom城鎮」一名令人聯想起昔日的「新興城市」，即隨著石油等資源被發現後，人口突然且迅速增長的社區。該詞亦為網路會議工具Zoom的一個提及。

## 影響

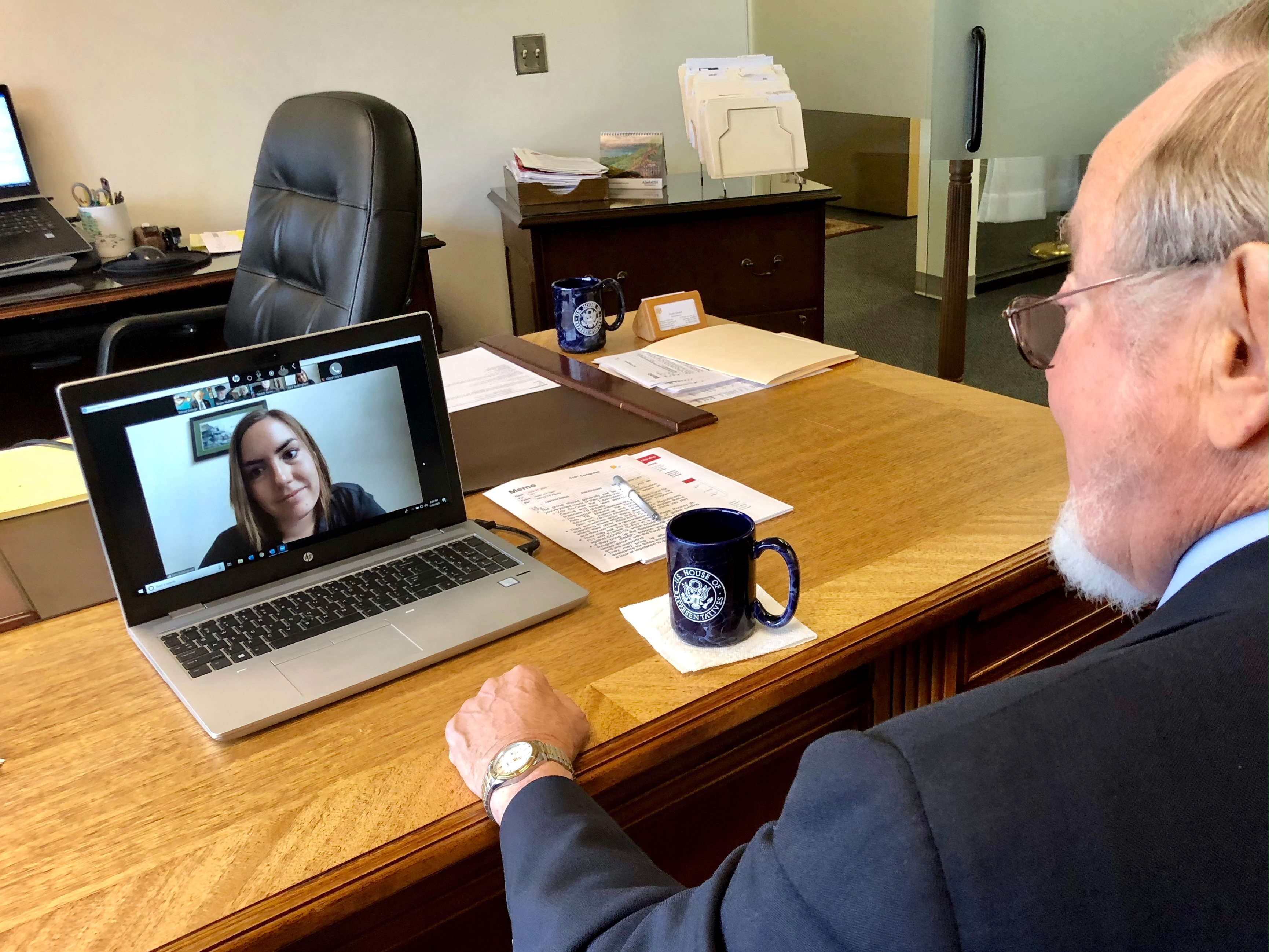
一對男女正利用Zoom進行聊天。

在美國，一些如紐約漢普頓地區、馬薩諸塞州鳕鱼角、科羅拉多州亞斯本、緬因州伯特利及加利福尼亚州特拉基等一般被視為度假勝地的地方，已經看到大批人員遷居該處—以特拉基為例，當地人口已有23%的增長。另一邊廂，旧金山、西雅圖及纽约等城市卻出現租金急跌的情況。這個現象對一些出現人口增長，但素來未有處理過大量居民的城鎮構成壓力，在某些情況下會衍生缺乏廉價房屋供應、公共運輸的可得性、擁塞及收入不平均等問題；而這些問題在傳統上，往往被視為更大的城市問題。
在美國，不少位處於西部山區的小型城鎮出現大量富裕移民湧入的現象，引來部份觀察員將這些富裕的Zoom城鎮稱之為「億萬富翁的荒野」—該詞出自於耶鲁大学社會學家賈斯汀·法瑞爾的同名書籍。雖然這股趨勢早已出現，但大量人口遷移至這些社區當中卻加速上述問題，並引來民間呼籲政府審時度勢，以免地區出現「愛到死」的現象。不少設有嚴緊房屋政策的地區雖然防止施工量大增的情況，但這樣卻驅使已建房屋的房價進一步上升，例如：漢普頓地區的房價上漲25%，而特拉基的升幅更高見50%。然而，並非所有經歷人口增長的地區視之為一個問題，而部份地區甚或推出專為遠距工作者而設的新作法。此舉預計遠距工作者會為當地政府帶來可觀的稅收收入，並祈許回饋他們的新社區。西維吉尼亞州為遷居至當地的遠距工作人士提供12,000美元。
根據加拿大雜誌《麦克林》指出，加拿大境內的人口相關數據資料「顯示由2019年7月1日至2020年7月1日期間，多倫多及蒙特利爾錄得有史以來最大幅度的人口流失，而哈利法西斯的增幅在各主要市區之中為第二快，蒙克頓的增長速度亦高於平均值。隨著加拿大各地人民透過虛擬旅行於海洋省份購置房地產，令房價暴漲，當中弗雷德里克頓的U-Haul業者努力跟上所有在安大略和魁北克兩省租搬卡車的人民之步伐，並試圖將該等卡車停於其停車場上。」
在歐洲，部份如意大利、羅馬尼亞、波兰、拉脫維亞及保加利亚等在過去數年曾經歷「人才外流」的國家中，發現年輕專才因開始遠距工作而返回家鄉；而部份政府為回流居民提供稅收減免，進一步鼓勵了這種趨勢。其他地方亦有為遠距工作者提供工作簽證計畫，如安圭拉、巴巴多斯、格鲁吉亚、爱沙尼亚及克罗地亚。意大利亦有跟隨大勢所趨，付錢予人民遷往國內更偏遠的村莊，以起提振作用。一項於疫情爆發初期，在全球30個國家進行的研究指出，所謂「已開發國家」的國家最容易轉向遠距工作，當中尤以卢森堡為首、奈及利亞為末。
理查·佛羅里達及亞當·奧齊梅克於《华尔街日报》的一篇文章中指出，這種工作方式的轉變預期會帶來明顯的經濟影響。在疫情發生之前，只有少數企業容許其員工以完全遠距的形式工作，而不少員工對遠距工作呈負面看法，但疫情卻將之改變。在管理專家眼中，「在家工作實驗」被視為一種「一種響亮—而頗意想不到的—成功」，而遠距工作預計會成為美國勞動力的重要一環，亦不再被視為一些更現代的公司中為少數員工提供的工作場所「福利」。Twitter、西门子公司、Shopify、Facebook及印度国家银行等公司經已宣佈將永久保留遠距工作安排，而74%風險投資者及受風險投資支持的企業家預計它們的公司仍會對大多數（如非全部）員工維持遠距工作安排。人們遷居至規模較小的市鎮所衍生的其他影響亦包括交通習慣的轉變—由於人們減少駕車外出，感覺上降低了他們對擁有汽車的必要性，故他們或許在可行的情況下選擇拼车，並甚或增加對自動駕駛汽車的需求。

## Zoom城鎮及地區例子

### 美国
- 科羅拉多州亞斯本[11]
- 華盛頓州贝尔维尤[21]
- 緬因州伯特利（英语：Bethel, Maine）[11]
- 蒙大拿州博兹曼市[22]
- 馬薩諸塞州鱈魚角[1]
- 加利福尼亞州卡尔斯巴德[21]
- 印第安納州卡梅尔[21]
- 北卡羅來納州卡瑞[21]
- 科羅拉多州森特尼尔[21]
- 愛達荷州科達蓮
- 加利福尼亞州佛利蒙[21]
- 德克薩斯州弗里斯科[21]
- 亞利桑那州吉尔伯特[21]
- 紐約漢普頓地區[1]
- 內華達州亨德森[21]
- 紐約哈德遜河谷[2]
- 懷俄明州傑克遜霍爾（英语：Jackson Hole, Wyoming）
- 加利福尼亞州太浩湖[23]
- 德州利格城（英语：League City, Texas）[21]
- 蒙大拿州米蘇拉
- 堪薩斯州奧拉西[21]
- 加利福尼亞州羅斯維爾[21]
- 佐治亞州桑迪斯普林斯[21]
- 加利福尼亞州千橡市[21]
- 加利福尼亞州托倫斯[21]
- 加利福尼亞州特拉基[1]

### 其他国家或地区
- 加拿大蒙克顿[15]
- 意大利圣菲奥拉[18]
- 意大利圣斯特凡诺-迪塞萨尼奥[18]